# Mohammed Dawood
Mohammed Dawood, né le 22 novembre 2000 à Bagdad (Irak), est un footballeur international irakien qui évolue au poste d'attaquant à l'Al Nafat SC.

## Biographie

### En club
Il inscrit neuf buts en première division irakienne lors de la saison 2016-2017, puis 18 buts dans ce même championnat la saison suivante.

### En équipe nationale
Il remporte le championnat d'Asie des moins de 16 ans en 2016, en battant l'équipe d'Iran en finale. Il participe ensuite à la Coupe du monde des moins de 17 ans en 2017. Lors de cette compétition organisée en Inde, il joue trois matchs. A cette occasion, il marque un but contre le Mexique puis un doublé face au Chili.
Il reçoit sa première sélection en équipe d'Irak le 15 octobre 2018, en amical contre l'Arabie saoudite (score : 1-1). Il enregistre sa première victoire avec l'équipe nationale A le 28 décembre 2018, en amical contre la Palestine (victoire 1-0).
Par la suite, en janvier 2019, il participe à la Coupe d'Asie des nations organisée aux Émirats arabes unis.

### Vie privée
Mohammed Dawood est issue d'une famille pauvre de 6 ans enfant dont il est le cadet.

## Palmarès

### En équipe nationale
- Vainqueur du championnat d'Asie des moins de 16 ans en 2016 avec l'équipe d'Irak des moins de 16 ans

### En club
- Vice-champion d'Irak en 2017 avec l'Al Nafat SC

### Distinctions personnelles
- Meilleur buteur du championnat d'Asie des moins de 16 ans en 2016 avec six buts
- Élu meilleur joueur du championnat d'Asie des moins de 16 ans en 2016
- Figure dans la liste de 60 joueurs Next Generation 2017 du journal Le Guardian[4]